# Етабл (Лозер)
Етабл (фр. Estables) је насељено место у Француској у региону Лангдок-Русијон, у департману Лозер.
По подацима из 2011. године у општини је живело 179 становника, а густина насељености је износила 5,44 становника/km².

## Демографија
| 1962. | 1968. | 1975. | 1982. | 1990. | 2011. |
| ----- | ----- | ----- | ----- | ----- | ----- |
| 401   | 362   | 277   | 235   | 196   | 179   |